# عفیف‌آباد (شیراز)
عفیف‌آباد یکی از محله‌های شهر شیراز است که به دلیل وجود باغ عفیف آباد جز یکی از معروف‌ترین محله‌های شهر است. این محله از نظر جغرافیایی در قسمت مرکزی _ شمالی شهر واقع شده‌است.
این محله به دلیل وجود باغات زیاد و موقعیت جغرافیایی خوب جز یکی از گران‌قیمت‌ترین محله‌های شهر به حساب می‌آید. دلیل نام گذاری این محل به «عفیف آباد» زنی به نام عفیفه بود (دختر قوام السلطنه)  که در زمان قدیم باغ‌های خود را بخشید که حال محله ای در آن به وجود آمده‌است.

## باغ عفیف‌آباد
باغ عفیف‌آباد یکی از مهم‌ترین باغات شیراز است که در این محل واقع شده.

## خیابان عفیف آباد
یکی از مهم‌ترین خیابان‌های این محل و شیراز است که از سه راه بلوار ستارخان آغاز شده و تا خیابان قصردشت و بلوار شهید آوینی امتداد دارد.فست فود هندی روتی رول در این خیابان واقع شده است.
عفیف آباد از غرب به شرق:
| از غرب به شرق    | از غرب به شرق | از غرب به شرق |
| ---------------- | ------------- | ------------- |
| باغ عفیف آباد    |               |               |
| بلوار ستارخان    |               |               |
| خیابان عفیف آباد |               |               |
| خیابان عرفان منش |               |               |
| خیابان قصردشت    |               |               |
| بلوار آوینی      |               |               |
| میدان خلیلی      |               |               |
| ازشرق به غرب     |               |               |

## امکانات و اماکن مهم
- باغ عفیف اباد
- پیاده راه گذر قوام الدین شیرازی(کنار باغ عفیف آباد)
- مجتمع تجاری و تفریحی ستاره فارس(مجتمع ستاره)
- مجتمع تجاری و تفریحی سعدی(عفیف آباد)
- مجتمع تجاری حافظ
- مجتمع تجاری سپهر
- سوپر مارکت عفیف آباد
- بیمارستان دکتر میر
- خط ویژه دوچرخه سواری
- رستوران و کافی شاپ، فست فودروتی رول

## مترو
نزدیک‌ترین ایستگاه مترو به این محل شهید آوینی می‌باشد که در بلوار شهید آوینی ابتدای خیابان خلیلی قرار دارد.